# 溫熱論
溫熱論據傳是葉天士門人顧景文根據其師口授之語錄而成。世所傳本有「華本」和「唐本」。

## 學術貢獻
溫熱論係論述溫熱疾病的專著，在溫病學中佔有重要地位，並對整個中醫學的發展起深遠影響。葉桂站在前人對溫熱病認識的基礎，結合自己臨床實踐經驗，建立溫熱病辨證施治的體系。
- 闡明溫病的發生、發展規律，區別溫病與傷寒的不同。
- 創立衛氣營血辨證方法。
- 發展溫病診斷方式，如辨舌、驗齒、辨斑疹。
- 論述婦人溫病的診治特點。

## 版本流傳情況
世所傳本出華岫雲、唐大烈二人。前者收於《臨證指南醫案》，名《溫熱論》，習稱「華本」；後者載於《吳醫匯講》，名《溫證論治》，習稱「唐本」。後王孟英將「華本」收於《溫熱經緯》，並把篇名改為《葉香巖外感溫熱篇》；章虛谷則將「唐本」編入《醫門棒喝》，名《葉天士溫病論》。
章、王氏均對原文做了注釋。後世注釋本篇的還有凌嘉六、宋祐甫、周學海、陳光淞、吳錫璜、金壽山、楊達夫等。